# Dicembre

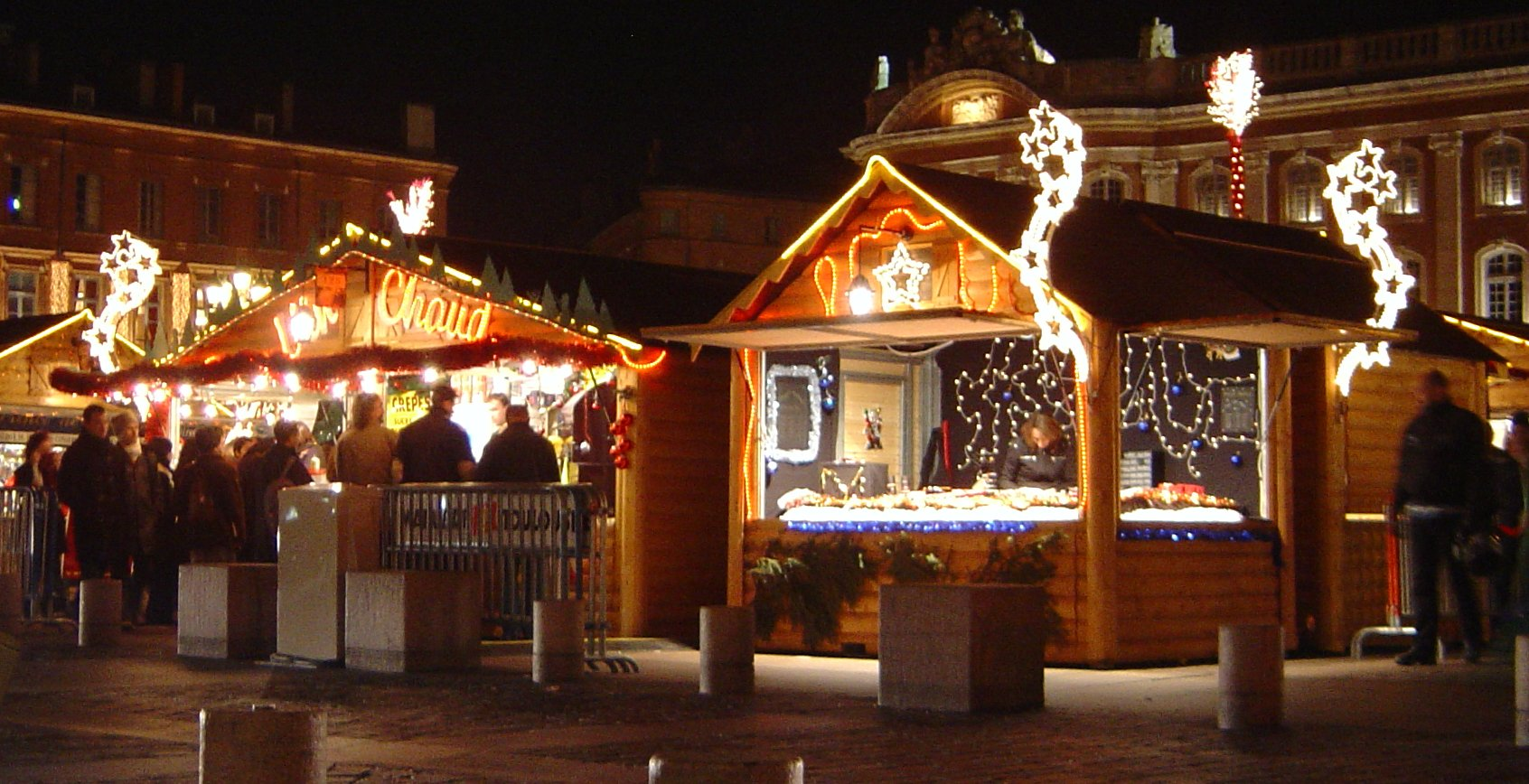
Mercatini di Natale a Tolosa

Dicembre è il dodicesimo e ultimo mese dell'anno secondo il calendario gregoriano,  conta 31 giorni e si colloca nella seconda metà di un anno civile.
È il primo mese dell'inverno nell'emisfero boreale e dell'estate nell'emisfero australe.

## Storia

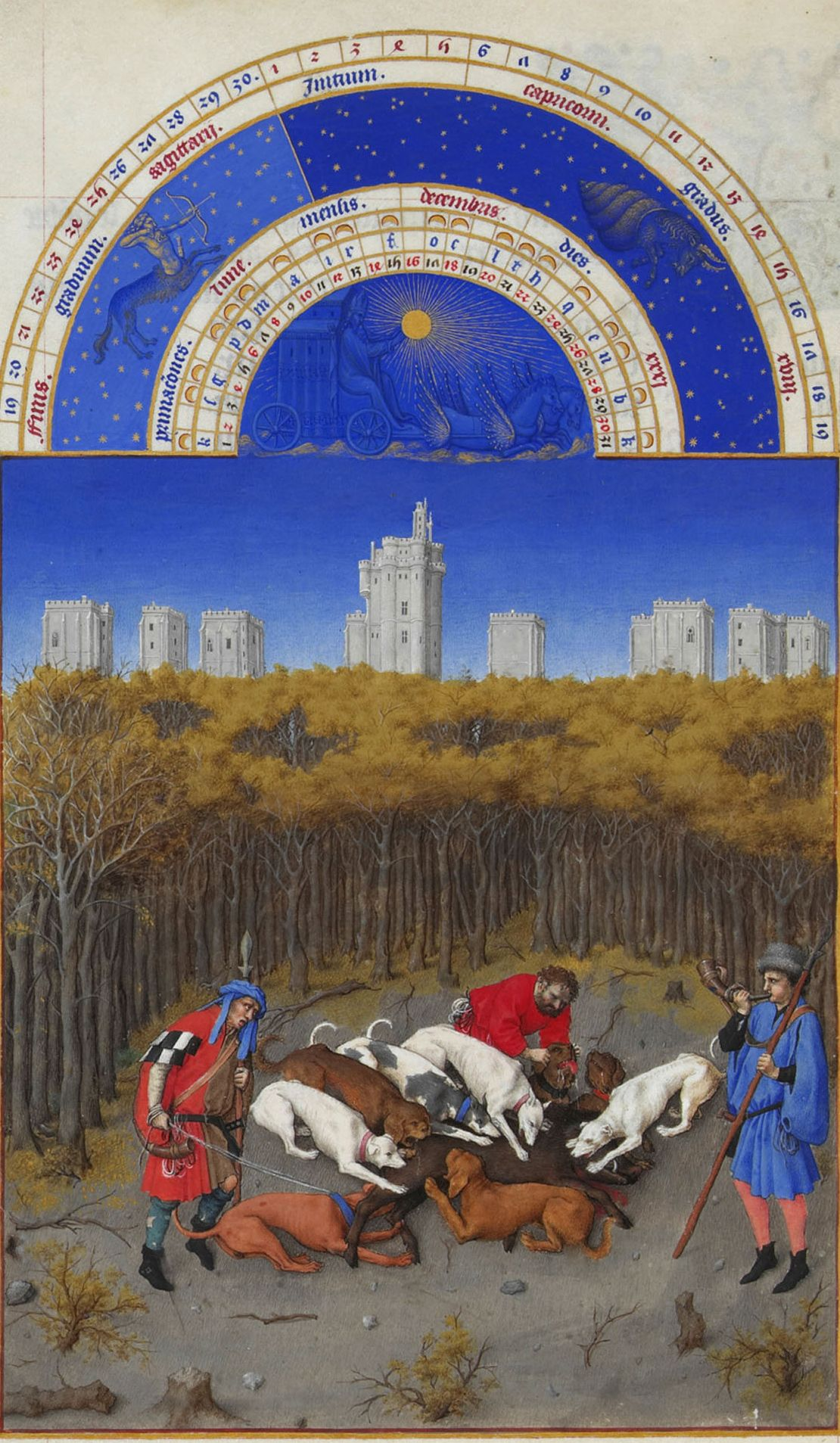
Décembre, da Les très riches heures du duc de Berry

Il nome dicembre deriva da decem, nome latino del numero dieci. Era infatti il decimo mese del calendario romano, che cominciava con il mese di marzo.

## Cultura
I segni zodiacali appartenenti a dicembre sono il Sagittario e il Capricorno, che rispecchiano la natura particolarmente spirituale e riflessiva del mese.

## Ricorrenze
- 8: Festa dell'Immacolata
- 21-22: Solstizio invernale[5]
- 24: Vigilia di Natale
- 25: Natale
- 26: Santo Stefano
- 31: Notte di San Silvestro